# Fludrocortisone
La fludrocortisone (également appelée 9α-fluorocortisol) est un corticoïde ayant un très fort pouvoir minéralocorticoïde avec un effet glucocorticoïde fort (mais qui n'est pas en soi recherché dans son usage thérapeutique aux doses usuelles).

## Indications thérapeutiques
La principale indication pharmaceutique de la fludrocortisone est le traitement de l'insuffisance surrénalienne primaire, appelée aussi Maladie d'Addison, pour substituer l' aldostérone manquante dans cette affection, en combinaison avec l'hydrocortisone, ainsi que dans certaines autres formes d'insuffisance surrénaliennes. Il peut également être utilisé dans le traitement du syndrome de perte de sel lié à l'hyperplasie congénitale des surrénales. Plus rarement, la fludrocortisone peut être utilisé dans le traitement de l'hypotension orthostatique. 
L'aldostérone ne peut être utilisé directement dans une thérapie de substitution hormonale par voie orale, car elle très fortement catabolisée au cours de la traversée hépatique, ce qu'illustre sa concentration quasi nulle dans la veine sus-hépatique. Aussi, le recours à des minéralocorticoïdes de synthèse est-il nécessaire.
La fludrocortisone est aussi un test de confirmation pour le diagnostic du Syndrome de Conn (adénome surrénalien responsable d'un excès d'aldostérone), via le test de suppression à l'aldostérone. Une injection de fludrocortisone réduit considérablement les niveaux d'aldostérone chez un patient normal, par interférence avec le mécanisme de régulation normal de cette hormone. En revanche, les niveaux d'aldostérone dans le sérum resteront élevés chez un individu atteint du syndrome de Conn.

## Effets et mécanisme d'action
Comme tous les minéralocorticoides, la fludrocortisone intervient dans le maintien de l'équilibre hydrominéral, en retenant le sodium (ions Na+) et en favorisant l'excrétion du potassium (ions K+). Comme l'aldostérone, la fludrocortisone se lie au récepteur des minéralocorticoïdes, qui est exprimé au niveau du tubule contourné distal du rein et régule directement l'expression des gènes codants les protéines qui contrôlent la réabsorption de sodium (Na+) et l'élimination du potassium (K+). Ces protéines sont principalement le canal épithélial à sodium (ENaC), et la pompe sodium-potassium. Ceci permet d'augmenter la pression artérielle dans le cadre du fonctionnement du système rénine-angiotensine-aldostérone.
L'action minéralocorticoïde de la fludrocortisone est de l'ordre de 200 à 250 fois plus forte que celle du cortisol. Elle approche celle de l'aldostérone. En ce qui concerne l'action glucocorticoïde, elle est environ 15 fois plus forte que celle du cortisol, mais elle est en fait peu visible en thérapeutique. En effet, les doses usuelles de fludrocortisone utilisée sont alors de l'ordre de 0,1 mg, soit l'équivalent de 1,5 mg de cortisol en termes d'effet glucocorticoïde, alors que les doses thérapeutiques typiques du cortisol sont de l'ordre de 20 à 30 mg par jour pour le traitement de l'insuffisance surrénalienne chronique par exemple.

## Présentation et posologie
La fludrocortisone est disponible en comprimés dosés à 50 μg de principe actif, sous forme de 55 μg d'acétate de fludrocortisone. Pendant longtemps, ce médicament était une préparation hospitalière fabriquée par l'Assistance Publique - Hôpitaux de Paris (AP-HP) et ne pouvait être disponible que dans les pharmacies centrales des hôpitaux. Une autorisation de mise sur le marché a été accordée le 4 décembre 2008 à la société Génopharm, dans le but notamment de rendre ce médicament disponible en pharmacie d'officine pour les patients. Le médicament est désormais disponible en pharmacie d'officine depuis février 2012, l'accord de prix ayant été publié au journal officiel du 6 décembre 2011 , après une longue attente. Le coût du médicament pour une boîte de 60 comprimés (format généralement disponible à ce jour) est d'environ 107 euros.
La posologie est comprise entre 25 et 150 μg de fludrocortisone, suivant les patients, la dose minimale efficace étant recherchée en raison du risque d'hypertension artérielle sévère et d'insuffisance cardiaque associée liées à ce médicament en cas de surdosage, dans un traitement au long cours.

## Propriétés chimiques
Sur le plan biochimique, la fludrocortisone est un stéroïde, identique au cortisol à l'exception de la substitution par un atome de fluor de l'hydrogène α en position 9 (d'où le nom de 9α-fluorocortisol). Comme le cortisol, la fludrocortisone est construite sur un noyau prégnène, c'est-à-dire un prégnane avec une double liaison sur le carbone 4, et comporte donc 21 atomes de carbone sur son squelette. Il possède deux fonctions cétone (en 3 et 20) et trois fonctions alcool (en 11, 17 et 21) mais pas de fonction aldéhyde comme pour l'aldostérone. Le fluor est similaire en taille à l'hydrogène mais diffère fortement par son électronégativité. 

## Effets secondaires ou gênants
- Rétention hydrique et sodée
- Gonflement, œdèmes liés à la rétention hydrique
- Élévation de la tension artérielle, hypertension
- Maux de tête, vertiges (liés à l'hypertension)
- Bas taux de potassium dans le sang (hypokaliémie)
- Fatigue musculaire
- Fatigue
- Augmentation de la susceptibilité aux infections
- Difficultés de cicatrisation des plaies
- Augmentation de la sudation
- Augmentation de la croissance du système pileux (hirsutisme)
- Affinement de la peau
- Troubles digestifs (dyspepsie), ballonnements (très rares)
- Diminution de la densité osseuse et accroissement du risque de fracture (ostéoporose)
- Insomnie
- Dépression
- Prise de poids
- Augmentation de la glycémie
- Modification du cycle menstruel
- Risque de cataracte
- Augmentation de la pression intraoculaire (glaucome)
- Augmentation de la pression intracranienne

## Aspects commerciaux
Le nom commercial de cette spécialité en France était anciennement « Adixone » depuis fin 2008. À la suite de la suspension de la licence du laboratoire Genopharm par l'AFSSAPS (aujourd'hui ANSM) le 20 décembre 2011, le médicament a été repris par HAC Pharma sous le nom de FLUCORTAC, sous lequel il est désormais disponible en pharmacie d'officine depuis le 2 novembre 2012. Ce médicament avait été commercialisé à partir de 1955 aux États-Unis sous le nom de "Florinef", et où il est désormais disponible sous forme de générique depuis quelques années. C'est également sous ce nom qu'il est connu au Canada et au Royaume-Uni.

## Divers
La fludrocortisone fait partie de la liste des médicaments essentiels de l'Organisation mondiale de la santé (liste mise à jour en avril 2013).